# Universidade Agostinho Neto
Universidade Agostinho Neto är ett universitet i Angola.   Det ligger i provinsen Luanda, i den nordvästra delen av landet, 13 km söder om huvudstaden Luanda. Universidade Agostinho Neto ligger 73 meter över havet.